# Evas Töchter
Evas Töchter (Originaltitel: Le Chef de famille) ist ein sechsteiliger  französisch-deutscher Fernsehfilm mit Fanny Ardant aus dem Jahr 1982.

## Handlung
Die 30-jährige Katie ist eine junge emanzipierte Frau, die sich als Chef ihrer unkonventionellen Familie betrachtet. Ihren Urlaub will sie mit ihrer kleinen Tochter Zelda in einem großen Haus in der Nähe von Paris zusammen mit ihrer Mutter Isa, ihrer Großmutter Liane und ihrer Tante Tessa verbringen. Jede der vier Frauen schleppt Probleme mit sich herum, zumeist Probleme mit Männern. Katie hat sich von Zeldas Vater getrennt. Isa begegnet einem alten Verehrer und Tessa ist unglücklich verliebt. Auch das Zusammenleben untereinander stellt sich als schwieriger heraus als erwartet.
Der Journalist Antoine hat sich derweil in Katie verliebt und will sie unbedingt näher kennenlernen. Bei einer Geburtstagsfeier sieht er seine Chance gekommen. Er stellt sich jedoch überaus ungeschickt an, worauf Katie belustigt reagiert. Zeldas Vater zeigt ebenfalls wieder Interesse an ihr und will sie für sich zurückgewinnen. Schließlich finden Katie und Antoine zueinander. Auch das Familienleben verläuft nunmehr harmonisch.

## Hintergrund
Regisseurin Nina Companéez hatte mit den Hauptdarstellern Edwige Feuillère, Fanny Ardant und Francis Huster bereits für den Fernsehmehrteiler Die Damen von der Küste (1979) erfolgreich zusammengearbeitet.
Ab dem 12. Februar 1982 wurde Evas Töchter in sechs Teilen zum ersten Mal im französischen Fernsehen gezeigt. In Deutschland wurde der Mehrteiler erstmals von August bis September 1983 im Fernsehen ausgestrahlt.